# تشارلز ويتستون
تشارلز ويتستون (بالإنجليزية: Charles Wheatstone) (و. 1802 – 1875 م) هو عالم تعمية، ورياضياتي، وفيزيائي، ومهندس، ومخترع من المملكة المتحدة . ولد في غلوستر .
وكان عضواً في الجمعية الملكية، والأكاديمية الأمريكية للفنون والعلوم، والأكاديمية الملكية السويدية للعلوم، والأكاديمية البروسية للعلوم .
توفي في باريس ، عن عمر يناهز 73 عاماً.

## الآلات الموسيقية والصوتيات
في سبتمبر من عام 1821، لفت ويتستون انتباه الجمهور من خلال عرض «القيثارة المسحورة» أو «أكو كريبتو فون» في متجر للموسيقى في بال مول، وفي معرض أديليدي. كانت تتألف من قيثارة محاكيه معلقة من السقف بوتر، وتنبعث منها مقاطع موسيقية للعديد من الآلات؛ البيانو، والقيثارة، والقانون. في الواقع، كان مجرد صندوق صوتي، وكان الوتر عبارة عن قضيب فولاذي ينقل اهتزازات الموسيقى من العديد من الآلات التي كانت تُعزف بعيدًا عن الأنظار ومدى السمع. في هذه الفترة أجرى ويتستون العديد من التجارب على الصوت وانتقاله. احتفظ ببعض نتائجه في مجلة طومسون تاريخ الفلسفة لعام 1823. لقد أدرك أن الصوت ينتشر عن طريق الأمواج أو التذبذبات في الغلاف الجوي، إذ كان يُعتقد أن الضوء تموج من الأثير المضيء. الماء والأجسام الصلبة، مثل الزجاج، أو المعدن، أو الخشب الرنان، تنقل التعديلات بسرعة عالية، وقد تصور خطة نقل الإشارات الصوتية أو الموسيقى أو الكلام إلى مسافات كبيرة بهذه الطريقة. وقدر أن الصوت سوف يسافر 200 ميل في الثانية (320 كيلومتر في الثانية) عبر قضبان صلبة، واقترح الإبراق من لندن إلى إدنبرة بهذه الطريقة. حتى أنه دعا نظامه «الهاتف». (كتب روبرت هوك في كتابه الفحص المجهري، المنشور عام 1667، «يمكنني أن أؤكد للقارئ أنني، بمساعدة سلك ممتد، نشرت الصوت لمسافة كبيرة جدًا في لحظة، أو بسرعة حركة تبدو كسرعة حركة الضوء». لم يكن من الضروري أن يكون السلك مستقيمًا؛ يمكن أن ينحني على شكل زوايا. هذه الخاصية هي أساس الهاتف الميكانيكي أو هاتف لوفر، الذي قيل إنه معروف لدى الصينيين منذ عدة قرون. نظر هوك أيضًا في إمكانية إيجاد وسيلة لتسريع قدراتنا على السمع). نظر كاتب في مستودع الفنون بتاريخ 1 سبتمبر 1821، في إشارة إلى «القيثارة المسحورة»، في احتمال أداء أوبرا في مسرح الملك، واستمتع بها في غرف هانوفر المربعة، أو حتى في الحانات البوقية في كينينغتون. الاهتزازات هي السفر عبر النواقل تحت الأرض، مثل الغاز في الأنابيب.
ولاحظ أنه «إذا كانت الموسيقى قادرة على الانتقال بهذه الطريقة، فقد تكون كلمات الحديث عرضة لنفس وسائل الانتشار. بلاغة المحامي، ومناقشات البرلمان، بدلًا من قراءتها فقط في اليوم التالي، لكننا سنخسر أنفسنا في السعي وراء هذا الموضوع الغريب».
إلى جانب نقل الأصوات إلى مسافة ما، ابتكر ويتستون أداة بسيطة لتكبير الأصوات الضعيفة، والتي أطلق عليها اسم «الميكروفون». يتكون من قضيبين نحيفين، ينقلان الاهتزازات الميكانيكية لكلا الأذنين، ويختلفان تمامًا عن الميكروفون الكهربائي للبروفيسور هيوز.
في عام 1823، توفي عمه، صانع الآلات الموسيقية، وتولى ويتستون مع شقيقه الأكبر وليام الأعمال. لم يكن لدى تشارلز أي اهتمام كبير بالجزء التجاري، ولكن براعته وجدت متنفسًا في إجراء تحسينات على الأدوات الحالية، وفي ابتكار ألعاب فلسفية. اخترع أيضًا أدوات خاصة به. واحدة من أكثرها شهرة هي كونسيرتينا ويتستون. كان أداة من ستة جوانب مع 64 مفتاح. هذه المفاتيح أتاحت العزف الملون باستخدام الأصابع. أصبحت كونسيرتينا الإنجليزية مشهورة على نحو متزايد خلال حياته، لكنها لم تصل إلى ذروة شهرتها حتى أوائل القرن العشرين.
في عام 1827، قدم ويتستون «الكلايدوفون» الخاص به، وهو جهاز لعرض اهتزازات الجسم المحيط بشكل ظاهر للعين. تتكون من قضيب معدني يحمل في نهايته كرية فضية تعكس «بقعة» من الضوء. بينما يهتز القضيب، يُنظر إلى البقعة وهي ترسم الأشكال المعقدة في الهواء، مثل شرارة تدور في الظلام. ربما اقترح الفوتوميتر الخاص من قبل هذا التطبيق. إنه يُمكّن من مقارنة ضوءين بالسطوع النسبي لانعكاساتهما في كرية فضية، والتي ترسم قطعًا ناقصًا ضيقًا، وذلك لرسم البقع في خطوط متوازية.
في عام 1828، حسن ويتستون آلة الرياح الألمانية، التي تسمى الموندهارمونيكا، حتى أصبحت الكونسيرتينا الشعبية، حصلت على براءة اختراع في 19 ديسمبر 1829. يعد الهارمونيوم (القدمية) المتنقل من اختراعاته الأخرى التي حازت على ميدالية جائزة في المعرض الكبير لعام 1851. حسّن آلة دي كيمبلين للتحدث، وأيد رأي السير ديفيد بروستر، أن جهاز الغناء والتحدث سيكون من بين إنجازات العلم قبل نهاية هذا القرن.
في عام 1834، عُيّن ويتستون، الذي صنع لنفسه اسمًا، لرئاسة الفيزياء التجريبية في كلية الملك في لندن. كانت الدورة الأولى من المحاضرات حول الصوت فاشلة تمامًا، وذلك بسبب كُرهه للخطابة العامة. في المنصة كان لسانه يرتبط عاجزًا، وأحيانًا كان يدير ظهره للحضور ويتمتم إلى المخططات على الحائط. شعر في المختبر كأنه في المنزل، ومنذ ذلك الحين اقتصرت واجباته في الغالب على البراهين.

## سرعة الكهرباء
حقق شهرة من خلال تجربة رائعة أجريت في عام 1834 «قياس سرعة الكهرباء في السلك». قطع السلك في المنتصف، لتكوين فجوة قد تقفز عبرها شرارة، وربط نهاياتها بأقطاب قارورة ليدن المليئة بالكهرباء. وهكذا ولدت ثلاث شرارات، واحدة في نهاية كل سلك، وأخرى في المنتصف. ركّب مرآة صغيرة لتعمل عمل الساعة، بحيث تدور بسرعة عالية، ولاحظ انعكاسات شراراته الثلاث فيها. رُتبت نقاط السلك بحيث تظهر انعكاسات الشرارات على خط مستقيم واحد في حال كانت لحظية، ولكنه كان يلاحظ أن الأوسط يتخلف عن الآخرين، لأنه كان متأخرًا بلحظة. استغرقت الكهرباء بعض الوقت للانتقال من نهايات السلك إلى المنتصف. وجد هذه المرة عن طريق قياس مقدار التأخر، ومقارنتها بالسرعة المعروفة للمرآة. بعد أن حصل على الوقت، كان عليه فقط مقارنة ذلك بطول نصف السلك، ويمكنه الحصول على سرعة الكهرباء. أعطت نتائجه سرعة محسوبة تبلغ 288,000 ميل في الثانية، أي أسرع مما نعرف الآن أنها سرعة الضوء (299,792,458 كيلومترًا في الثانية (186,000 ميل/ثانية))، لكنها مع ذلك كانت قريبة بشكل مثير للاهتمام.
كان بعض العلماء يُقدرون بالفعل أن «سرعة» الكهرباء كانت معتمدة على خصائص الناقل ومحيطه. لاحظ فرانسيس رونالدز تأخر الإشارة في كابل التلغراف الكهربائي المدفون الخاص به (ولكن ليس في خطه المعلق بالهواء) في عام 1816، وحدد أن السبب هو التحريض. شهد ويتستون هذه التجارب كشاب، والتي كانت على ما يبدو حافزًا لأبحاثه الخاصة في التلغراف. بعد عقود، بعد أن أصبح التلغراف تجاريًا، وصف مايكل فاراداي كيف أن سرعة الحقل الكهربائي في سلك بحري، مطلي بعازل ومحاط بالمياه، ليست سوى 144,000 ميل في الثانية (232,000 كم/ثانية)، أو أقل من ذلك.
بعد ذلك، استخدم ليون فوكو وهيبوليت فيزو جهاز ويتستون للمرآة الدوارة لقياس سرعة الضوء.

## جوائز
حصل على جوائز منها:
- وسام كوبلي (1868)
- زمالة الجمعية الملكية
- قلادة ملكية
- وسام الاستحقاق للفنون والعلوم
- وسام الاستحقاق (بروسيا).

## روابط خارجية
- تشارلز ويتستون على موقع الموسوعة البريطانية (الإنجليزية)
- تشارلز ويتستون على موقع ميوزك برينز (الإنجليزية)
- تشارلز ويتستون على موقع إن إن دي بي (الإنجليزية)